# Římský most (Dolní Pěna)
Římský most byl kamenný mostek, který se nacházel ve vesnici Dolní Pěna (okres Jindřichův Hradec, Jihočeský kraji) a přemosťoval Pěnenský potok. 
Památkový ústav  dochoval k mostu dva evidenční listy se shodným rejstříkovým číslem 1891, jeden nepodepsaný a nedatovaný, jeden z podpisem „Mičán 1976“. Na obou je uvedeno označení „Římský most“, avšak popisy mostu i jeho polohy se liší. Oba jsou datovány s pravděpodobností do 18. století.
- na nepodepsaném a nedatovaném evidenčním listu je uvedena poloha „na kraji lesa pod rybníkem, na potoce“ a „na původní cestě spojující Dolní Pěnu s Jindřichovým Hradcem“. Most je popisován jako valeně klenutý oblouk z plochých silných kamenů, který byl zčásti doplněný lomovými kameny a zčásti násypem do úrovně koruny vozovky. V podhledu vznikla při opravě vysprávka betonem. Oblouk na povodní straně byl zčásti vyzděn. Roku 1963 byl most opraven a doklenut.
- na evidenčním listu s podpisem „Mičán 1976“ je popisován most v poloze poblíž čp. 36 (Čáplovi). Podle tohoto popisu má být mostek kamenný dvouobloukový. Oba půlkruhové oblouky mají rozpětí kleneb asi 1 metr. Mostovka je bez ohradních zídek, místo nich jsou položeny kamenné desky, jinak pěšina dusaná ze zeminy. Šířka mostku je 3 metry. Zdivo a klenby jsou spárovány, natřeny. Asi čtvrtina pravého oblouku byla propadlá. Mostek vede přes původní koryto potoka, tok potoka byl přeložen a přes nový tok vede nový, betonový mostek.

Památkový katalog v anotaci popisuje jednoobloukový mostek poblíž domu čp. 36, což se zdá být kombinací údajů z obou evidenčních listů, které možná popisovaly dva různé mostky, dvouobloukový poblíž čp. 36 a jednoobloukový asi o 115 metrů výše proti proudu. 
Během meliorace území v 70. letech byl mostek pravděpodobně zasypán a dnes nelze ověřit jeho existenci.
Asi 500 metrů proti proudu potoka se nachází most s výklenkovou kaplí sv. Jana Nepomuckého, který je rovněž památkově chráněn.